# Besse (Cantal)
Besse is een gemeente in het Franse departement Cantal (regio Auvergne-Rhône-Alpes) en telt 143 inwoners (1999). 

## Geografie
De oppervlakte van Besse bedraagt 3,77 km², de bevolkingsdichtheid is 37 inwoners per km².

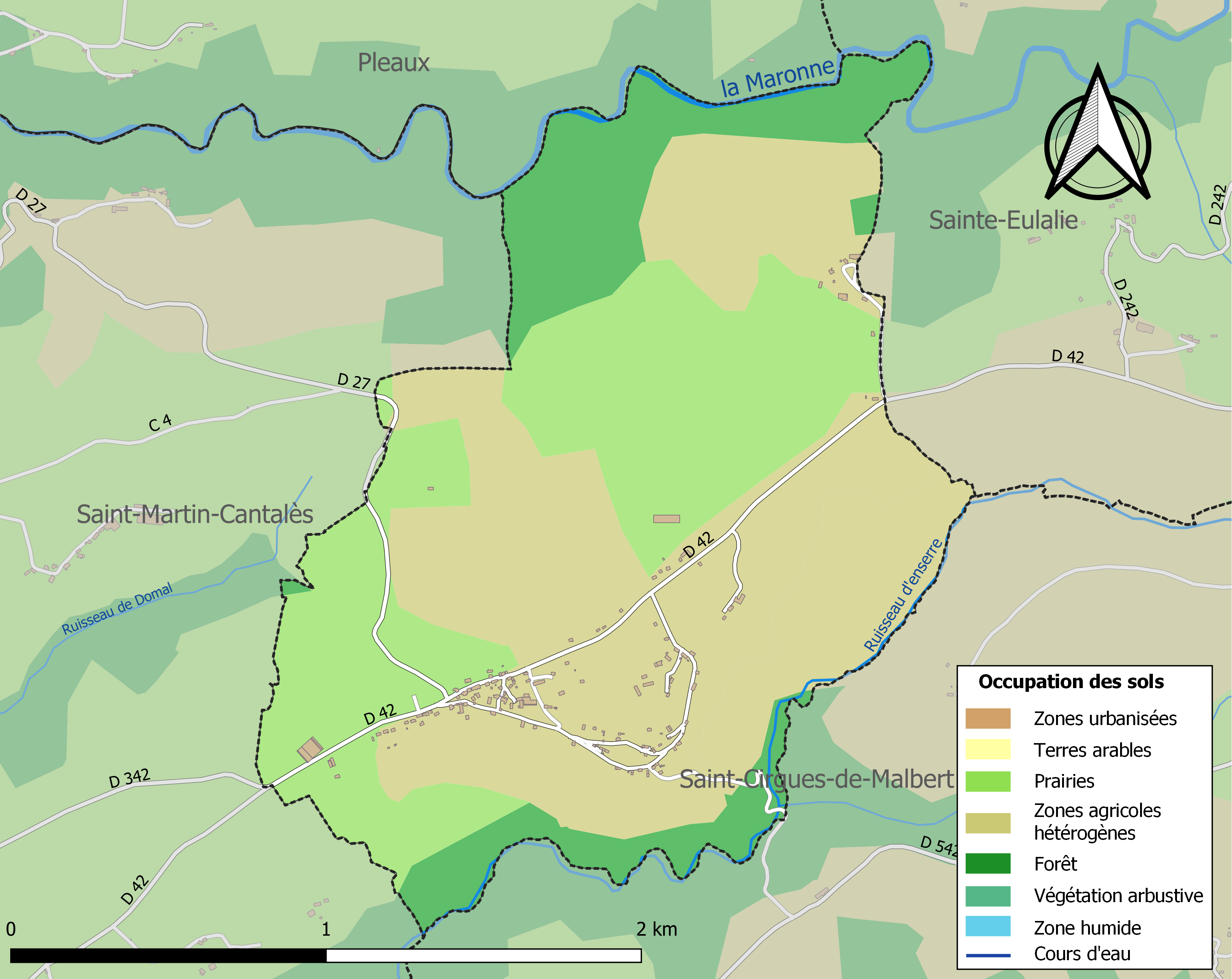
Kaart van de gemeente met de belangrijkste infrastructuur, bodemgebruik en omliggende gemeenten

## Demografie
Onderstaande figuur toont het verloop van het inwonertal (bron: INSEE-tellingen).

Vanwege een beveiligingsprobleem met de MediaWiki Graph-software is het momenteel niet mogelijk deze grafiek weer te geven. Zodra de software is bijgewerkt zal de grafiek vanzelf weer zichtbaar worden.
1. ↑  Populations de référence 2022.